# Sergej Ryžikov
Sergej Viktorovič Ryžikov (rusky Сергей Викторович Рыжиков; * 19. září 1980 Šebekino, Bělgorodská oblast, RSFSR, Sovětský svaz) je ruský fotbalový trenér a bývalý fotbalový brankář. V současnosti je trenérem klubu FK Spartak Tambov. Účastník Mistrovství světa 2014 v Brazílii.

## Reprezentační kariéra
V A-mužstvu Ruska debutoval 29. 3. 2011 v přátelském utkání v Dauhá proti domácímu týmu Kataru (remíza 1:1). K dubnu 2015 to byl zatím jeho jediný start za sbornou (ruský národní tým).
Italský trenér Ruska Fabio Capello jej vzal na Mistrovství světa 2014 v Brazílii, spolu s ním byli nominováni brankáři Igor Akinfejev z CSKA Moskva a Jurij Lodygin ze Zenitu Petrohrad. Akinfejev byl brankářskou jedničkou a odchytal všechny zápasy, Ryžikov do hry nezasáhl. Rusko obsadilo se dvěma body nepostupové třetí místo v základní skupině H.